# Qian Lingxi

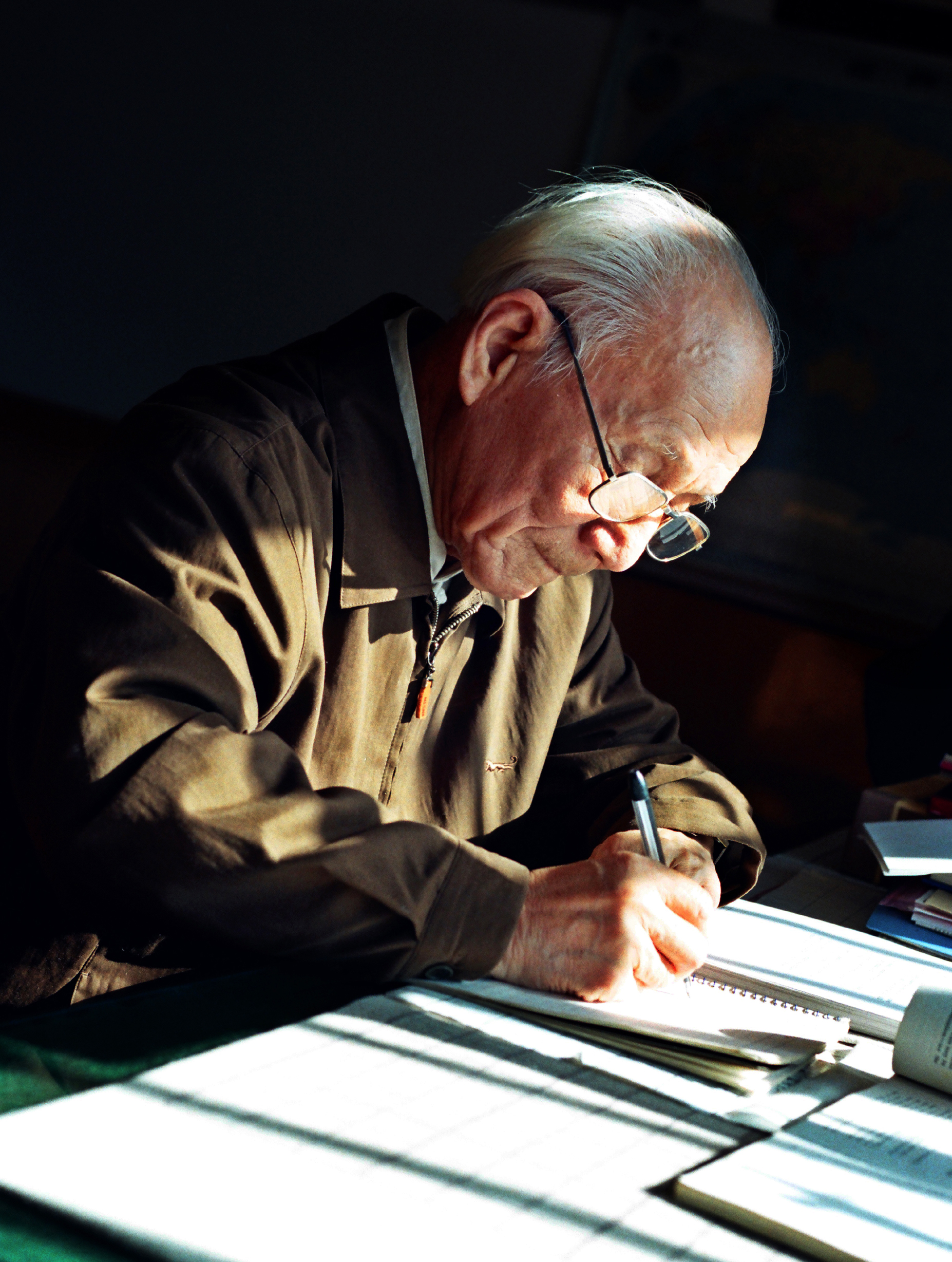
Qian Lingxi

Qian Lingxi, auch Qian Ling-Xi' (chinesisch 钱令希; * 16. Juni 1916 in Wuxi; † 20. April 2009 in Dalian) war ein chinesischer Bauingenieur und Ingenieurwissenschaftler.

## Leben
Qian ging auf das französisch-chinesische Gymnasium in Shanghai. Er studierte 1936 bis 1938 an der Freien Universität Brüssel. 1943 wurde ihm der Lehrstuhl für Bauingenieurwesen an der Zhejiang-Universität angeboten, den er aber erst 1950 antrat (außerdem war er damals Professor an der Yunnan-Universität). Ab 1952 war er an der Technischen Universität Dalian (DUT). Dort gründete er 1958 die Fakultät für Ingenieursmechanik. 1981 wurde er Präsident des DUT.
Mit W. X. Zhong entwickelte er verallgemeinerte Variationsprinzipien in der Plastizitätstheorie und Grenztragfähigkeitstheorie. Außerdem entwickelte er Computermethoden zur Strukturoptimierung (mit seinen Professorenkollegen W. X. Zhong und G. D. Cheng), die beim Entwurf des Öl-Terminals in Dalian eingesetzt wurden.
Zu seinen Schülern zählt Haichang Hu. Er stand in Kontakt zu Olgierd Cecil Zienkiewicz.
1955 wurde er Mitglied der Chinesischen Akademie der Wissenschaften. Von 1983 bis 1987 war er Präsident der Chinesischen Gesellschaft für Theoretische und Angewandte Mechanik. Er gründete die Chinese Association for Computational Mechanics.

## Schriften
- mit Cho W. S. To (Hrsg.):  Computational engineering mechanics: selected proceedings. Pergamon Press, 1988.
- Statically indeterminate structure theory. 2 Bände. Science Press, Peking 2011.